# Lamborghini 400 GT 2+2
Lamborghini 400 GT 2+2 – sportowy coupe firmy Lamborghini z miejscami w układzie 2+2; następca modelu 350 GT. Pierwszy raz został zaprezentowany w marcu 1966 roku w Genewie.
W 3 lata po założeniu firmy, zarząd podjął decyzję o zbudowaniu 4-osobowego samochodu w oparciu o nadwozie i podwozie 350 GT, wykorzystując nowy silnik o pojemności 3,9 l. W ten sposób powstał 400 GT 2+2. Dokładniej mówiąc nadwozie i podwozie pochodzi od 400 GT, który z kolei bazuje na podzespołach 350 GT. Opisywany pojazd oraz jego brat 400 GT powstawały bowiem równolegle. Oba razem z Miurą zostały zaprezentowane na Salonie w Genewie w 1966 r. 400 GT to był duży samochód, więc nie trzeba było go powiększać, by w środku zmieściły się 4 osoby. Ma ponad 460 cm długości. Po prostu za oparciami przednich foteli wygospodarowano miejsce na kanapę przedzieloną wysokim podłokietnikiem. Stało się to kosztem bagażnika, który praktycznie zniknął. Na tylnej kanapie jak to zwykle bywa w coupe 2+2, nie mogli siedzieć ludzie zbyt puszyści i wysocy, pomimo podwyższenia dachu w stosunku do 400 GT. Nie było natomiast problemu z miejscem na nogi, czego nie da się powiedzieć o następcy tego samochodu, czyli Islero. Fotele wykonano z wysokogatunkowej skóry, a elementy konsoli centralnej oraz kierownicę z drewna. Aby obniżyć koszty samochodu ramę oraz nadwozie wykonano ze stali. Jedyną zewnętrzną zmianą było "rozdwojenie" przednich świateł. Zmieniono nieco charakterystykę zawieszenia czyniąc go bardziej miękkim, komfortowym. Silnik 400 GT 2+2 to ten sam, który napędza 400 GT. Ma 12 cylindrów, 3,9 l pojemności i moc 235 kW (320 KM). W stosunku do 400 GT przekonstruowano skrzynię biegów, a dokładniej wydłużowano ostatnie dwa przełożenia. Dzięki temu przy identycznym przyspieszeniu 400 GT 2+2 dysponował prędkością maksymalną o 20 km/h większą niż 400 GT. Sprzedawał się nadspodziewanie dobrze. Mury fabryki opuściły 224 sztuki. Ze względu na dużą wytrzymałość aut większość z nich jest na chodzie po dziś dzień i cieszą się wielkim powodzeniem wśród kolekcjonerów.

## Dane techniczne Lamborghini 400 GT 2+2
| Marka i model                 | Lamborghini 400 GT 2+2               |
| Okres produkcji               | 1966-1968                            |
| Wymiary, masy i pojemności    |                                      |
| Długość                       | 4640 mm                              |
| Szerokość                     | 1730 mm                              |
| Wysokość                      | 1285 mm                              |
| Rozstaw osi                   | 2550 mm                              |
| Masa                          | 1249 kg                              |
| Rozkład masy (p/t)            | 47% / 53%                            |
| Stosunek masy do mocy         | 3,9 kg/KM                            |
| Pojemność zbiornika paliwa    | 80 l w dwóch zbiornikach             |
| Opony                         | Pirelli Cinturato Belted             |
| Rozmiar opon                  | 210/70 ZR 15                         |
| Rozmiar tarcz hamulc. (p/t)   | 280 mm / 275 mm                      |
| Silnik i przeniesienie napędu |                                      |
| Napęd                         | na tył                               |
| Typ silnika                   | V12 24v                              |
| Pojemność skok.               | 3939 cm ³                            |
| Skrzynia biegów (M/A)         | 5-biegowa (M)                        |
| Moc                           | 235 kW (320 KM) przy 6500 obr / min. |
| Moment obrotowy               | 375 Nm przy 4500 obr / min.          |
| Osiągi                        |                                      |
| 0-100 km/h                    | 6,8 s                                |
| 0-1000 m                      | 26,38 s                              |
| Prędkość maksymalna           | 270 km/h                             |
| ----------------------------- | ------------------------------------ |